# Wladislaw Wiktorowitsch Neljubin
Wladislaw Wiktorowitsch Neljubin (russisch Владислав Викторович Нелюбин; geb. 4. November 1947 in Frunse, Kirgisische SSR) ist ein ehemaliger sowjetischer Radrennfahrer.

## Radsportkarriere
Neljubins Heimatverein war Dynamo Frunse, später startete er für Leningrad. Von 1967 bis 1973 war er Mitglied der sowjetischen Nationalmannschaft. Neljubin nahm an den Olympischen Sommerspielen 1968 in Mexiko-Stadt teil, konnte aber keine Medaille erringen. Seine größten Erfolge erzielte er bei Friedensfahrt. 1971 und 1972 wurde er mit der Sowjetunion Mannschaftssieger sowie 1969 und 1973 Zweiter in der Mannschaftswertung. 1972 gewann er die Etappe Karlovy Vary–Prag und belegte in der Gesamteinzelwertung hinter Vlastimil Moravec den zweiten Platz – nach 14 Einzeletappen und einer Gesamtlänge von 2025 km mit 2 Sekunden Rückstand. Das war der knappste Rückstand eines Zweiten in der Geschichte der Friedensfahrt. 1971 wurde er Fünfter und 1973 Sechster der Gesamtwertung.
Außerdem gewann er bei der Österreich-Rundfahrt 1973 die Punktewertung und wurde in der Gesamtwertung Zweiter.
1971 erhielt er den Titel eines Verdienten Meisters des Sports der UdSSR.
Sein Sohn Dmitri Wladislawowitsch Neljubin war ebenfalls Radrennfahrer und wurde 1988 in Seoul Olympiasieger mit der sowjetischen Mannschaft Olympiasieger in der 4000-m-Mannschaftsverfolgung. Dmitri Neljubin fiel am 1. Januar 2005 einer Schlägerei zum Opfer. Wladislaw Neljubin organisiert zur Erinnerung an seinen Sohn ein jährliches Gedenkrennen in Sankt Petersburg.